# Batas
Batas is een bestuurslaag in het regentschap Rokan Hulu van de provincie Riau, Indonesië. Batas telt 2530 inwoners (volkstelling 2010).